# Kobylagóra (gromada)
Kobylagóra – dawna gromada, czyli najmniejsza jednostka podziału terytorialnego Polskiej Rzeczypospolitej Ludowej w latach 1954–1972.
Gromady, z gromadzkimi radami narodowymi (GRN) jako organami władzy najniższego stopnia na wsi, funkcjonowały od reformy reorganizującej administrację wiejską przeprowadzonej jesienią 1954 do momentu ich zniesienia z dniem 1 stycznia 1973, tym samym wypierając organizację gminną w latach 1954–1972.
Gromadę Kobylagóra z siedzibą GRN w Kobylejgórze (w obecnej pisowni Kobyla Góra) utworzono – jako jedną z 8759 gromad na obszarze Polski – w powiecie kępińskim w woj. poznańskim, na mocy uchwały nr 23/54 WRN w Poznaniu z dnia 5 października 1954. W skład jednostki weszły obszary dotychczasowych gromad Bierzów, Ignaców, Kobylagóra, Ligota, Mostki i Marcinki ze zniesionej gminy Kobylagóra oraz miejscowość Gwiździele z dotychczasowej gromady Szklarka Myślniewska ze zniesionej gminy Ostrzeszów w tymże powiecie.
13 listopada 1954 (z mocą obowiązującą od 1 października 1954) gromada weszła w skład nowo utworzonego powiatu ostrzeszowskiego w tymże województwie, gdzie ustalono dla niej 22 członków gromadzkiej rady narodowej.
1 stycznia 1959 do gromady Kobylagóra włączono obszary zniesionych gromad Parzynów (bez miejscowości Rzetnia) i Kuźnica Myślniewska w tymże powiecie.
4 lipca 1968 do gromady Kobylagóra włączono obszar zniesionej gromady Mąkoszyce w tymże powiecie.
Gromada przetrwała do końca 1972 roku, czyli do kolejnej reformy gminnej. 1 stycznia 1973 – tym razem w powiecie ostrzeszowskim – reaktywowano gminę Kobyla Góra.